# Bilharaco
O bilharaco, também chamado de bilhareco, é um doce tradicional português, típico da região de Aveiro. É uma espécie de pastel doce feito de massa de abóbora, característico da época do Natal.
Na região de Coimbra, são também conhecidos como belhoses ou felhoses. Em algumas zonas, designam-se por bailarotes.[carece de fontes?]
A massa tradicional, além da abóbora, é composta por farinha de trigo, ovos, fermento e uma pitada de sal. Depois de misturados os ingredientes, são feitas pequenas bolinhas que são fritadas em óleo bem quente e, finalmente, polvilhadas com açúcar e canela. Algumas receitas levam outros ingredientes, como aguardente, pinhões, passas, nozes ou vinho do Porto.